# Internazionali d'Italia 1994
Italian Open 1994 — тенісний турнір, що проходив на відкритих кортах з ґрунтовим покриттям. Це був 51-й турнір Відкритий чемпіонат Італії. Належав до серії ATP Super 9 в рамках Туру ATP 1994, а також до серії Tier I в рамках Туру WTA 1994. І чоловічі, і жіночі змагання відбулись на Foro Italico в (Рим)і, (Італія). Жіночий турнір тривав з 2 до 8 травня, а чоловічий - з 9 до 16 травня 1994 року.

## Фінальна частина

### Одиночний розряд, чоловіки
Піт Сампрас —  Борис Бекер, 6–1, 6–2, 6–2
- Для Сампраса це був 7-й титул за сезон і 28-й за кар'єру.

### Одиночний розряд, жінки
Кончіта Мартінес —  Мартіна Навратілова, 7–6, 6–4
- Для Мартінес це був 2-й титул за сезон і 18-й — за кар'єру.

### Парний розряд, чоловіки
Євген Кафельников /  Давід Рікл —  Вейн Феррейра /  Хав'єр Санчес, 6–1, 7–5

### Парний розряд, жінки
Джиджі Фернандес /  Наталія Звєрєва —  Габріела Сабатіні /  Бренда Шульц